# Torrecilla de la Torre
Torrecilla de la Torre es un municipio y localidad española de la provincia de Valladolid, en la comunidad autónoma de Castilla y León. El término municipal tiene una población de 28 habitantes (INE 2024).

## Historia
Hacia mediados del siglo XIX, el lugar tenía contabilizada una población de 125 habitantes. Aparece descrito en el decimoquinto volumen del Diccionario geográfico-estadístico-histórico de España y sus posesiones de Ultramar de Pascual Madoz de la siguiente manera:

TORRECILLA DE TORRE: l. con ayunt. en la prov., aud. terr. y c. g. de Valladolid (5 leg.), part. jud. de Mota del Marqués (2), dióc. de Palencia (11). sit. en el valle de Torrelobaton á las faldas del páramo del monte de Torozos, sobre terreno húmedo y pantanoso, y combatido principalmente de los vientos del O.; las enfermedades mas comunes son fiebres intermitentes, afecciones catarrales y reumas. Tiene 55 casas; escuela de instruccion primaria, dirigida por el cura párroco; 2 fuentes de esquisitas aguas, con sus cubiertas y arcos de piedra silleria; una igl. parr. (el Salvador) servida por un cura de provision ordinaria. Su térm. se halla comprendido en el comun de Torrelobaton y tierra. El terreno, fertilizado por un arroyo, es de buena calidad; comprende un hermoso prado de regadio y de pastos naturales. caminos: los locales, de mucho barro y pesados en tiempo de invierno. prod.: trigo, cebada, centeno, zumaque, legumbres y yerbas de pasto, con las que se mantiene ganado lanar y las yuntas necesarias para las labores del campo. ind.: la agrícola y algunos de los oficios mas indispensables, varios vec. se dedican á la tragineria, principalmente para el porteo de granos al canal de Castilla. pobl.: 29 vec., 125 alm. cap. prod.: 308,480 rs. imp.: 30,560. contr.: 3,644.
(Madoz, 1849, p. 78)

## Demografía
Cuenta con una población de 28 habitantes (INE 2024).
| Gráfica de evolución demográfica de Torrecilla de la Torre entre 1842 y 2021                                          |
| |
| Población de derecho según los censos de población del INE. Población de hecho según los censos de población del INE. |

## Patrimonio
En la localidad se encuentra una iglesia bajo la advocación de El Salvador. Se trata de un edificio gótico de principios del siglo XVI.